# Onze-Lieve-Vrouw Termurenkapel

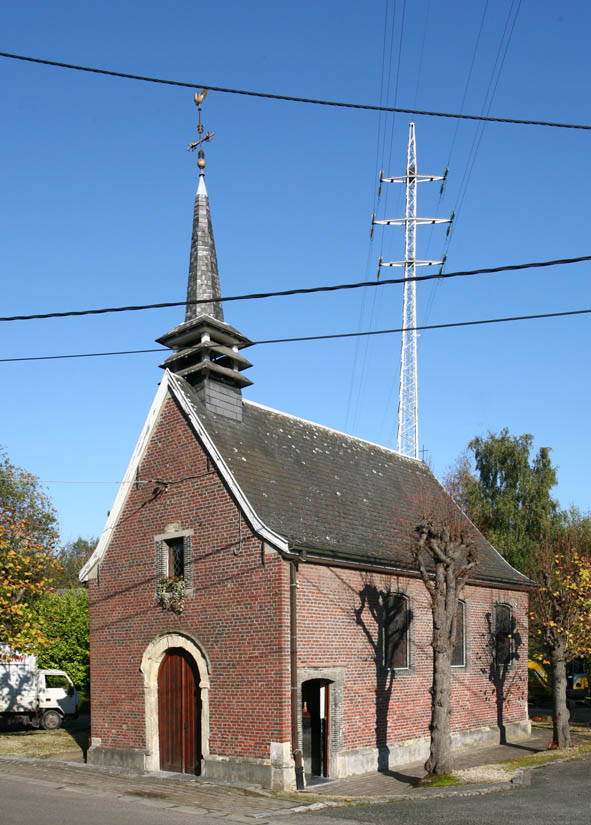
Onze-Lieve-Vrouw Termurenkapel

De Onze-Lieve-Vrouw Termurenkapel is een kapel in de tot de Oost-Vlaamse gemeente Aalst behorende plaats Erembodegem, gelegen aan de Kapellekensbaan.

## Geschiedenis
De kapel zou gelieerd zijn aan het Hof ten Hale dat in 1371 in bezit kwam van de Abdij van Groenenbriel te Gent. Hier zou een beeltenis van Onze-Lieve-Vrouw aan de muur hebben gehangen die bij een brand op miraculeuze wijze zou zijn gespaard waarop uit eerbied een kapel werd gesticht die dan de Onze-Lieve-Vrouw Termurenkapel zou gaan heten.
In 1513 werd voor het eerst schriftelijk melding gemaakt van een kapel, maar aangezien in 1603 van een nieuwe capelle werd gesproken kan men aannemen dat de oude kapel tijdens de godsdiensttwisten werd vernield.
Al in de 17e eeuw kwamen er bedevaartgangers naar de kapel, maar pas in 1723 werd toestemming gegeven om er missen op te dragen. In 1725 werd een houten barokaltaar vervaardigd. De kapel werd al spoedig te klein en lag bovendien in het overstromingsgebied van de Dender. In 1762 werd daarom een nieuwe kapel gebouwd op een iets verder van de rivier gelegen plaats.
Door de Fransen werd de kapel openbaar verkocht, maar hij kwam in 1838 weer in bezit van de parochie. In dat jaar schonk Paus Gregorius XVI een volle aflaat aan een ieder die tijdens de kapellekensdagen van 5-15 augustus de kapel bezocht.
In 1929 werd nog een hardstenen kruisbeeld bij de kapel geplaatst.

## Gebouw
Het betreft een kapel die iets lager ligt dan de omgeving, zodat met eerst een trapje moet afdalen. De in baksteen en zandsteen uitgevoerde kapel heeft een rechthoekige plattegrond en een driezijdige koorsluiting.
Het barokaltaar heeft boven het tabernakel een icoon hangen die een 17e eeuwse kopie zou zijn van het miraculeuze schilderij.
De kapel wordt omgeven door lindbomen.